# Meseta Nyika

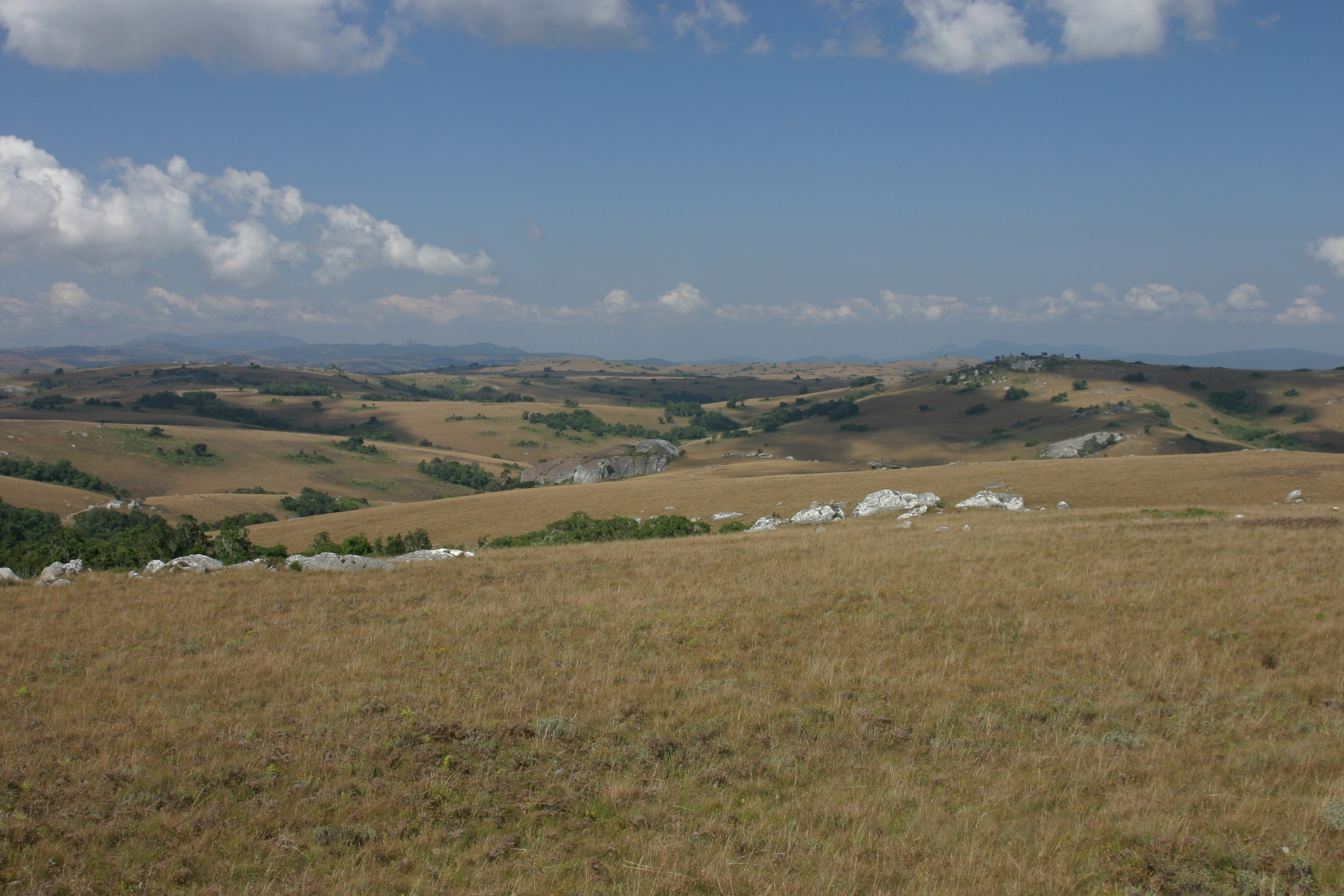
Suaves colinas.

La meseta Nyika es una pequeña meseta localizada en el norte de Malaui, con una pequeña parte en el noreste de Zambia. En su mayor parte comprende elevaciones de entre 2100 y 2200 m s. n. m., siendo su mayor altitud el monte Nganda, con una altitud de 2.605 m s. n. m. Tiene una extensión aproximada de 90 km de norte a sur y de 50 km de este a oeste. Toda la meseta forma parte del Parque nacional Nyika, zona protegida. En la parte malauí del parque se encuentra el asentamiento de Chelinda.

## Límites y orografía
Se alza 475 m sobre el lago Malaui al este. Al noroeste presenta un relieve escarpado que salva 700 m de altitud entre el valle del río Luangwa y la meseta, al igual que al sureste, donde la altitud en el valle del río Rukukuru Sur es de 1000 m.

## Fauna y flora
Es bien conocida por ser un paraje natural de gran riqueza en vida salvaje, en especial por las poblaciones de cebras de Burchell, aves y endemismos de mariposas, camaleones y anuros (en especial de la familia de los bufónidos). También contiene varias especies endémicas de orquídeas.

## Protección
- Parque nacional de Nyika (Malaui), de gran extensión.
- Parque nacional de Nyika (Zambia), más pequeño.